# 柳树店乡
柳树店乡，是中华人民共和国河南省信阳市固始县下辖的一个乡镇级行政单位。

## 行政区划
柳树店乡下辖以下地区：
白滩村、成功村、卫星村社区、八里村、桃园村、五河村、施河村、河湾村、柳营村、沙岗村、何岗村、平原村、石塘村和前进村。